# ドロゴブージ公国 (ドロゴブージ)
ドロゴブージ公国（ロシア語: Дорогобужское княжество）はルーシの諸公国（分領公国）の一つである。首都はドニエプル川河畔のドロゴブージにあった。

## 概要
ドロゴブージ公国は13世紀に成立したスモレンスク公国の分領公国であった。小さな公国であり、スモレンスク・ロスチスラフ家によって統治された。おそらく、1404年にスモレンスク公国がリトアニア大公国に接収された際に、同様にリトアニア大公国領に組み込まれて消滅した。